# Cerre-lès-Noroy
Cerre-lès-Noroy település Franciaországban, Haute-Saône megyében. Lakosainak száma 238 fő (2022. január 1.). Cerre-lès-Noroy Noroy-le-Bourg, Vallerois-le-Bois, Autrey-lès-Cerre és Borey községekkel határos.

## Népesség
A település népességének változása:
| Lakosok száma | 224  | 229  | 238  | 233  | 232  | 236  | 237  | 237  | 238  |
|               | 2013 | 2015 | 2016 | 2017 | 2018 | 2019 | 2020 | 2021 | 2022 |